# 東佩科斯 (新墨西哥州)
東佩科斯（英語：East Pecos）是位於美國新墨西哥州聖米格爾縣的普查規定居民點。

## 人口
根據2020年美國人口普查的數據，東佩科斯的面積為9.32平方千米，皆為陸地。當地共有人口660人，而人口密度為每平方千米70.82人。